# The Fairy Feller’s Master-Stroke (dal)
A The Fairy Feller’s Master-Stroke a hetedik dal a brit Queen együttes 1974-es Queen II albumáról. A szerzője Freddie Mercury énekes volt, mint ahogy a Fekete oldalon helyet kapó összes dalnak. Érdekessége, hogy Richard Dadd viktoriánus kori festő The Fairy Feller’s Master-Stroke című festménye inspirálta.

## Áttekintés
A festő képét Mercury a londoni Tate Galériában látta meg szabadidejében. Maga a festő is készített egy magyarázó verset a művéhez. Ehhez hasonlóan Mercury sem egy történetet mesél el, mindössze a képen látható alakok és helyzetek egy részét sorolja fel, megemlítve az angol folklór egyes alakjait, mint a Queen Mab, Tatterdemalion és Wagoner Will. Témájánál fogva jól illeszkedik az album misztikus, meseszerű hangulatába.
A dalszövegben elhangzik egy szóösszetétel: what a queare fellow, azaz micsoda kíváncsi társaság. Ezt többen félreértették, hiszen a queare kiejtése hasonló a queer szóéhoz, amely az angol szlengben homoszexuális egyént jelent. Roger Taylor később cáfolta, hogy a szó direkt utalás lenne a homoszexualitásra. Érdekesség, hogy 1954-ben Írországban bemutattak egy színdarabot The Quare Fellow címen, amely ugyancsak a homoszexualitásról szólt.
Az album egyik legbonyolultabb dala lett, Mercury zongorán és csembalón, Roy Thomas Baker pedig kasztanyettán játszott a felvételen, majd a különböző hangszerek és vokálok többszörösen egymásra lettek másolva. Taylor szerint „ez volt a zenekar legnagyobb sztereó kísérlete”, ezzel a felvételen alkalmazott panning technikára utalt. Ennek során a hangot a sztereó csatornában oly módon tudják átkeverni az egyik oldalról a másikra, hogy folyamatos hangerőt tartanak fenn, tehát a bal csatornától indulva egyre halkul a hang, miközben a jobb csatornába érkezve egyre erősödik, majd hallható mindkét csatornán, de kevesebb hangerővel, hogy az összhatás megfeleljen a kiindulási hangerőnek, végül a jobb csatornában folyamatosan nő a hangerő, a balban pedig csökken: így vándorolt át a „hangforrás” a bal oldalról jobb oldalra. Egyike az album néhány olyan dalának, amelyik nem ér határozottan véget, hanem egybefolyik az előző és a következő dallal. Csupán egyszer adták elő koncerten (Live At The Rainbow, 1974).

## Dalszöveg

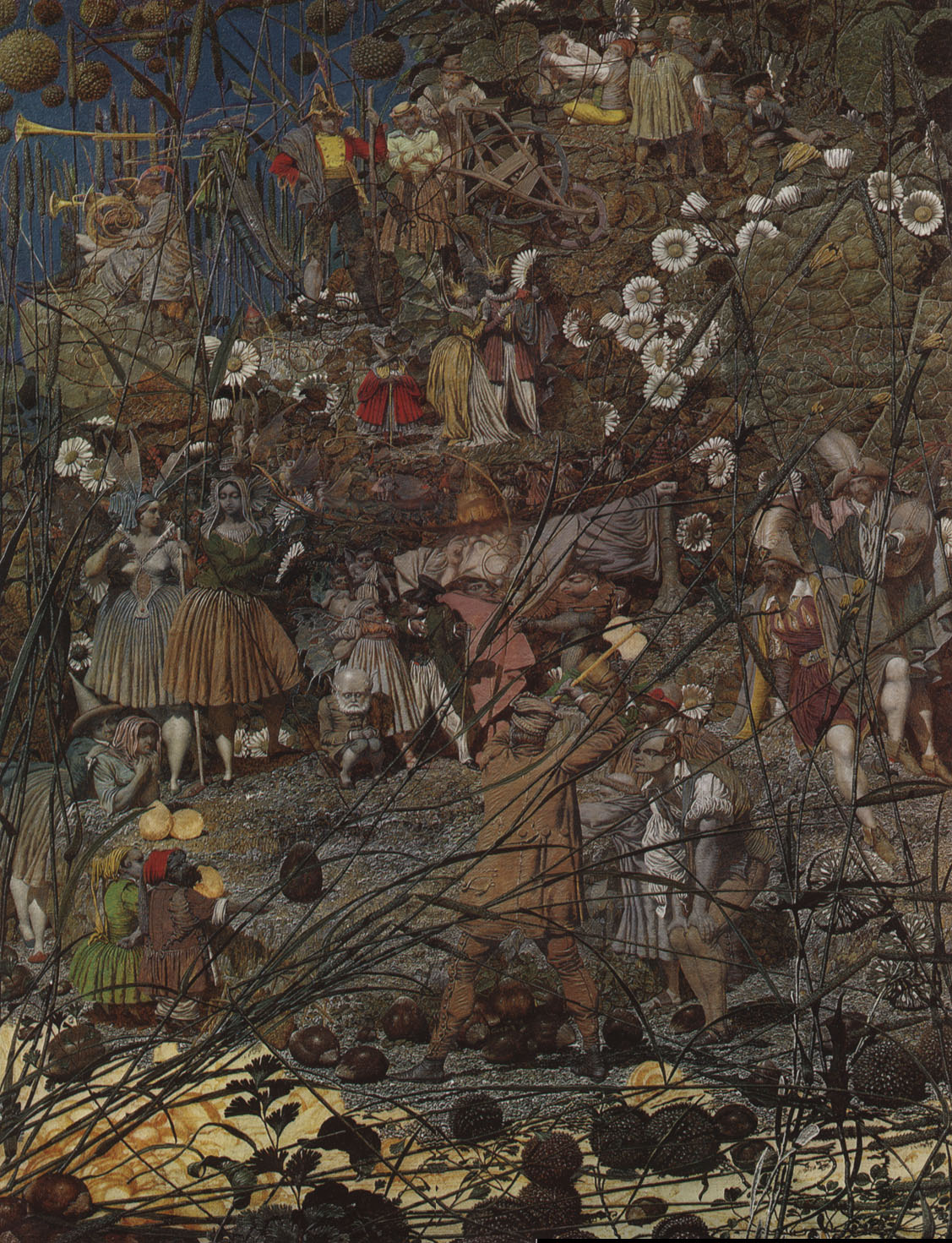
Richard Dadd: The Fairy Feller’s Master-Stroke

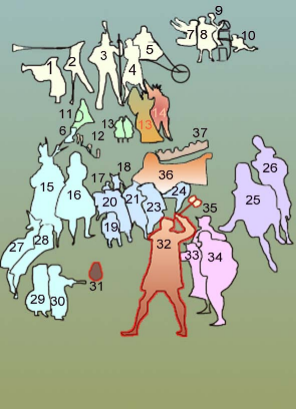
Az alakok körvonala Dadd képén

A dal szövege a képen látható történéseket meséli el. Ahogyan maga Dadd látásmódját, úgy Mercury sorait is nagyban befolyásolták William Shakespeare Rómeó és Júlia és Szentivánéji álom című szerzeményei. A Rómaó és Júlia első felvonásának negyedik színében hallható Mercutio monológja, amely különös hasonlóságot mutat a dalszöveggel:
„O, then I see Queen Mab hath been with you.
She is the fairies’ midwife, and she comes
In shape no bigger than an agate stone
On the forefinger of an alderman,”
…
„Her chariot is an empty hazelnut,
Made by the joiner squirrel or old grub,
Time out o’ mind the fairies’ coachmakers.
And in this state she ’gallops night by night
Through lovers’ brains, and then they dream of love;”
Magyarul:
„No nézd, a Mab királyné járt tenálad,
A tündérek bábája, oly parányi
Alakban jön, mint városi szenátor
Mutatóujján a gyűrűs agátkő.”
…
„A kocsiváz egy üres mogyoró,
A mókus eszkábálta, vagy a vén szú,
Kik ősidőktől tündér-kocsigyártók.
Így robban át a szeretők agyán
Éjente, és az álmuk szerelem,”
Mercury saját állítása szerint kutatásokat végzett a képpel kapcsolatban, mielőtt megírta volt a szöveget.Több, a képen szereplő alakot be lehet azonosítani a dal szövege alapján (a dőlt betűs részek szó szerinti idézetek a dalszövegből):
- 32: A „Fairy Feller”, akiről a dal szól
- 31: A mogyoró, amelyet a Fairy Feller össze akar törni
- 12: Queen Mab (Mab királynő)
- 23: Politician with senatorial pipe (politikus pipával)
- 19: Pedagogue squinting wears a frown (bandzsító és homlokráncoló pedagógus)
- 10, 2: There’s a thief and a dragonfly trumpeter (tolvaj és szitakötő trombitás)
- 21, 20: Fairy dandy tickling the fancy of his lady friend (piperkőc tündér, a hölgyismerősével beszél)
- 13, 14: Oberon and Titania watched by a harridan (Oberont és Titaniát egy öregasszony nézi)

## Idézetek
Richard Dadd egy festménye ihlette, amelyet a Tate Gallery-ben láttam. Sok kutatást végeztem vele kapcsolatban, és ez arra ösztönzött, hogy írjak egy dalt a képről. Leírtam amit gondoltam, amit látni véltem benne. Alapvetően kedvelem ezt a művészt, és szeretem ezt a festményt, ezért gondoltam, hogy tetszene, ha dalt írnék róla. – Freddie Mercury
Ha a The Fairy Feller’s Master-Stroke-hoz, vagy Father to Sonhoz hasonló dalokat hallgatsz, felfedezhetsz bennük minden elemet, amelyet az emberek a Bohemian Rhapsodyban szeretnek. – Brian May

## Közreműködők
- Ének: Freddie Mercury
- Háttérvokál: Queen

Hangszerek:
- Roger Taylor: Ludwig dobfelszerelés, háttérvokál
- John Deacon: Fender Precision Bass
- Brian May: Red Special, háttérvokál
- Freddie Mercury: Bachstein zongora, csembaló
- Roy Thomas Baker: kasztanyetta